# Чемпионат мира по водным видам спорта 2001
Чемпионат мира по водным видам спорта 2001 года — IX чемпионат мира по водным видам спорта под эгидой FINA, прошел с 16 по 29 июля в Фукуоке (Япония)

## Таблица медалей
| Место | Страна         | Золото | Серебро | Бронза | Всего |
| ----- | -------------- | ------ | ------- | ------ | ----- |
| 1     | Австралия      | 13     | 4       | 6      | 23    |
| 2     | Китай          | 10     | 6       | 4      | 20    |
| 3     | США            | 9      | 9       | 8      | 26    |
| 4     | Россия         | 6      | 8       | 7      | 21    |
| 5     | Италия         | 6      | 2       | 4      | 12    |
| 6     | Германия       | 4      | 7       | 8      | 19    |
| 7     | Нидерланды     | 3      | 5       | 1      | 9     |
| 8     | Украина        | 3      | 1       | 1      | 5     |
| 9     | Швеция         | 1      | 3       | 2      | 6     |
| 10    | Великобритания | 1      | 2       | 4      | 7     |
| 11    | Япония         | 1      | 1       | 7      | 9     |
| 12    | Канада         | 1      | 1       | 3      | 5     |
| 13    | Румыния        | 1      | 1       | 2      | 4     |
| 14    | Венгрия        | 1      | 1       | 1      | 3     |
| 15    | Испания        | 1      | 0       | 0      | 1     |
| 16    | Франция        | 0      | 2       | 1      | 3     |
| 17    | Мексика        | 0      | 2       | 0      | 2     |
| 17    | Австрия        | 0      | 2       | 0      | 2     |
| 19    | Исландия       | 0      | 1       | 1      | 2     |
| 20    | Польша         | 0      | 1       | 0      | 1     |
| 20    | Швейцария      | 0      | 1       | 0      | 1     |
| 20    | СР Югославия   | 0      | 1       | 0      | 1     |
| 20    | Коста-Рика     | 0      | 1       | 0      | 1     |
| 24    | ЮАР            | 0      | 0       | 1      | 1     |

## Плавание

### Мужчины
| Дистанция               | Золото                                                                         | Серебро                                                                                             | Бронза                                                                                          |
| ----------------------- | ------------------------------------------------------------------------------ | --------------------------------------------------------------------------------------------------- | ----------------------------------------------------------------------------------------------- |
| 50 м в/с                | Энтони Эрвин · США · 22,09                                                     | Питер ван ден Хогенбанд · Нидерланды · 22,16                                                        | Роланд Скуман · ЮАР · Томохиро Яманои · Япония · 22,18                                          |
| 100 м в/с               | Энтони Эрвин · США · 48,33CR                                                   | Питер ван ден Хогенбанд · Нидерланды · 48,43                                                        | Ларс Фрёландер · Швеция · 48,79                                                                 |
| 200 м в/с               | Иан Торп · Австралия · 1.44,06WR                                               | Питер ван ден Хогенбанд · Нидерланды · 1.45,81                                                      | Клит Келлер · США · 1.47,10                                                                     |
| 400 мв/с                | Иан Торп · Австралия · 3.40,17WR                                               | Грант Хэкетт · Австралия · 3.42,51                                                                  | Эмилиано Брембилла · Италия · 3.45,11                                                           |
| 800 м в/с               | Иан Торп · Австралия · 7.39,16WR                                               | Грант Хэкетт · Австралия · 7.40,34                                                                  | Грэм Смит · Великобритания · 7.51,12                                                            |
| 1500 м в/с              | Грант Хэкетт · Австралия · 14.34,56WR                                          | Грэм Смит · Великобритания · 14.58,94                                                               | Алексей Филипец · Россия · 15.01,43                                                             |
|                         |                                                                                | |                                                                                                 |
| 50 м спина              | Рэндол Бэл · США · 25,34                                                       | Томас Руппрат · Германия · 25,44                                                                    | Мэтт Уэлш · Австралия · 25,49                                                                   |
| 100 м спина             | Мэтт Уэлш · Австралия · 54,31CR                                                | Эдн Арнарсон · Исландия · 54,75                                                                     | Штеффен Дризен · Германия · 54,91                                                               |
| 200 м спина             | Аарон Пирсол · США · 1.57,13CR                                                 | Маркус Роган · Австрия · 1.58,07                                                                    | Орн Арнарсон · Исландия · 1.58,37                                                               |
|                         |                                                                                | |                                                                                                 |
| 50 м брасс              | Олег Лисогор · Украина · 27,52CR                                               | Роман Слуднов · Россия · 27,60                                                                      | Доменико Фиораванти · Италия · 27,72                                                            |
| 100 м брасс             | Роман Слуднов · Россия · 1.00,16                                               | Доменико Фиорванти · Италия · 1.00,47                                                               | Эд Мозес · США · 1.00,61                                                                        |
| 200 м брасс             | Брендан Хансен · США · 2.10,69CR                                               | Максим Подопригора · Австрия · 2.11,09                                                              | Косукэ Китадзима · Япония · 2.11,21                                                             |
|                         |                                                                                | |                                                                                                 |
| 50 м баттерфляй         | Джефф Хьюджилл · Австралия · 23,50                                             | Ларс Фрёландер · Швеция · 23,57                                                                     | Марк Фостер · Великобритания · 23,62                                                            |
| 100 м баттерфляй        | Ларс Фрёландер · Швеция · 52,10CR                                              | Иан Крокер · США · 52,25                                                                            | Джефф Хьюджилл · Австралия · 52,36                                                              |
| 200 м баттерфляй        | Майкл Фелпс · США · 1.54,58WR                                                  | Том Малчоу · США · 1.55,28                                                                          | Анатолий Поляков · Россия · 1.55,68                                                             |
|                         |                                                                                | |                                                                                                 |
| 200 м комплекс          | Массимилиано Розолино · Италия · 1.59,71                                       | Том Уилкенс · США · 2.00,73                                                                         | Джастин Норрис · Австралия · 2.00,91                                                            |
| 400 м комплекс          | Алессио Боджатто · Италия · 4.13,15                                            | Эрик Вендт · США · 4.15,36                                                                          | Том Уилкенс · США · 4.15,94                                                                     |
|                         |                                                                                | |                                                                                                 |
| 4×100 м в/с             | Австралия · Майкл Клим · Эшли Каллус · Тодд Пэрсон · Иан Торп · 3.14,10CR      | Нидерланды · Марк Веенс · Йохан Кенкхёйс · Клаас-Эрик Цверинг · Питер ван ден Хугенбанд · 3.14,56   | Германия · Штефан Хербст · Торстен Спаннеберг · Ларс Конрад · Свен Лодзиевски · 3.17,52         |
| 4×200 м в/с             | Австралия · Грант Хаккетт · Майкл Клим · Билл Кирби · Иан Торп · 7.04,66WR     | Италия · Эмилиано Брембилла · Маттео Пелличиари · Андреа Беккарди · Массимилиано Росолино · 7.10,86 | США · Скотт Гольдблатт · Нэйт Дусинг · Чад Карвин · Клит Келлер · 7.13,69                       |
| 4×100 м комбинированная | Австралия · Мэтт Уэлш · Реган Харрисон · Джефф Хьюджилл · Иан Торп · 3.35,35CR | Германия · Штеффен Дризен · Йенс Круппа · Томас Руппрат · Торстен Спаннеберг · 3.36,34              | Россия · Владислав Аминов · Дмитрий Коморников · Владислав Куликов · Дмитрий Чернышев · 3.37,77 |

### Женщины
| Дистанция               | Золото                                                                                   | Серебро | Бронза                                                                     |
| ----------------------- | ---------------------------------------------------------------------------------------- | --- | -------------------------------------------------------------------------- |
| 50 м в/с                | Инге де Брюин · Нидерланды · 24,47                                                       | Терезе Альсхаммар · Швеция · 24,88 | Сандра Фёлькер · Германия · 24,96                                          |
| 100 м в/с               | Инге де Брюин · Нидерланды · 54,18                                                       | Катрин Майснер · Германия · 55,07 | Сандра Фёлькер · Германия · 55,11                                          |
| 200 м в/с               | Джиаан Руни · Австралия · 1.58,57                                                        | Ян Юй · Китай · 1.58,78 | Камелия Потек · Румыния · 1.58,85                                          |
| 400 м в/с               | Яна Клочкова · Украина · 4.07,30                                                         | Клаудиа Полл · Коста-Рика · 4.09,15 | Ханна Штокбауэр · Германия · 4.09,36                                       |
| 800 м в/с               | Ханна Штокбауэр · Германия · 8.24,66                                                     | Дайана Мунц · США · 8.28,84 | Кейтлин Сандено · США · 8.31,45                                            |
| 1500 м в/с              | Ханна Штокбауэр · Германия · 16.01,02CR                                                  | Флавия Ригамонти · Швейцария · 16.05,99 | Дайана Мунц · США · 16.07,05                                               |
|                         |                                                                                          | |                                                                            |
| 50 м спина              | Хэйли Коуп · США · 28,51                                                                 | Антье Бушульте · Германия · 28,53 | Натали Коглин · США · 28,54                                                |
| 100 м спина             | Натали Коглин · США · 1.00,37                                                            | Диана Мочану · Румыния · 1.00,68 | Антье Бушульте · Германия · 1.01,42                                        |
| 200 м спина             | Диана Мочану · Румыния · 2.09,94                                                         | Станислава Комарова · Россия · 2.10,43 | Джоанна Фаргус · Великобритания · 2.11,05                                  |
|                         |                                                                                          | |                                                                            |
| 50 м брасс              | Люо Сюшуань · Китай · 30,84CR                                                            | Кристи Ковал · США · 31,37 | Зоэ Бэйкер · Великобритания · 31,40                                        |
| 100 м брасс             | Люо Сюшуань · Китай · 1.07,18CR                                                          | Лизель Джонс · Австралия · 1.07,96 | Агнеш Ковач · Венгрия · 1.08,50                                            |
| 200 м брасс             | Агнеш Ковач · Венгрия · 2.24,90CR                                                        | Ки Хюи · Китай · 2.25,09 | Люо Сюшуань · Китай · 2.25,29                                              |
|                         |                                                                                          | |                                                                            |
| 50 м баттерфляй         | Инге де Брюин · Нидерланды · 25,90CR                                                     | Терезе Альсхаммар · Швеция · 26,18 | Анна-Карин Камерлинг · Швеция · 26,45                                      |
| 100 м баттерфляй        | Петриа Томас · Австралия · 58,27CR                                                       | Отыля Енджейчак · Польша · 58,72 | Дзюнко Ониси · Япония · 58,88                                              |
| 200 м баттерфляй        | Петриа Томас · Австралия · 2.06,73CR                                                     | Анника Мельхорн · Германия · 2.06,97 | Кейтлин Сандено · США · 2.08,52                                            |
|                         |                                                                                          | |                                                                            |
| 200 м комплекс          | Марта Боуин · США · 2.11,93                                                              | Яна Клочкова · Украина · 2.12,30 | Ци Хуй · Китай · 2.12,46                                                   |
| 400 м комплекс          | Яна Клочкова · Украина · 4.36,98                                                         | Марта Боуин · США · 4.39,06 | Беатрис Кэшлару · Румыния · 4.39,33                                        |
|                         |                                                                                          | |                                                                            |
| 4×100 м в/с             | Германия · Петра Даллманн · Антье Бушульте · Катрин Майснер · Сандра Фёлькер · 3.39,58   | США · Коллин Лэйнн · Эрин Феникс · Марица Коррейа · Кортни Шили · Великобритания · Элисон Шеппард · Мелани Маршалл · Розалинда Бретт · Карен Пиккеринг · 3.40,80 |                                                                            |
| 4×200 м в/с             | Великобритания · Николь Джексон · Джанин Белтон · Карен Легг · Карен Пиккеринг · 7.58,69 | Германия · Сильвия Шалаи · Сара Харстик · Ханна Штокбауэр · Майке Фрайтаг · 8.01,35                                                                              | Япония · Маки Мита · Томоко Хагивара · Томоко Нагаи · Эри Яманои · 8.02,97 |
| 4×100 м комбинированная | Австралия · Диана Калуб · Лизель Джонс · Петриа Томас · Сара Райн · 4.01,50CR            | США · Натали Коглин · Меган Куанн · Мэри ДеШенза · Эрин Феникс · 4.01,81                                                                                         | Китай · Чжань Шу · Ло Сюэцзюань · Жуань И · Сюй Яньвэй · 4.02,53           |

WR — рекорд мира CR — рекорд чемпионатов мира

## Плавание на открытой воде

### Мужчины
| Дистанция | Золото                                | Серебро                             | Бронза                             |
| 5 км      | Лука Балдини · Италия · 55.37         | Евгений Безрученко · Россия · 56.31 | Марко Форментини · Италия · 56.42  |
| 10 км     | Евгений Безрученко · Россия · 2:01.04 | Владимир Дятчин · Россия · 2:01.06  | Фабио Вентурини · Италия · 2:01.11 |
| 25 км     | Юрий Кудинов · Россия · 5:25.32       | Стефан Гомес · Франция · 5:26.00    | Стефан Лекат · Франция · 5:26.36   |

### Женщины
| Дистанция | Золото                          | Серебро                              | Бронза                               |
| 5 км      | Виола Валли · Италия · 1:00.23  | Пегги Буше · Германия · 1:00.49      | Хэйли Льюис · Австралия · 1:00.52    |
| 10 км     | Пегги Буше · Германия · 2:17.32 | Ирина Абысова · Россия · 2:17.47     | Эдит ван Дайк · Нидерланды · 2:17.52 |
| 25 км     | Виола Валли · Италия · 5:56.51  | Эдит ван Дайк · Нидерланды · 6:00.36 | Ангела Маурер · Германия · 6:06.19   |

## Синхронное плавание
| Дисциплина | Золото | Серебро | Бронза |
| ---------- | --- | --- | --- |
| Соло       | Ольга Брусникина · Россия · 99,434 | Виржини Дидье · Франция · 98,287 | Мия Татибана · Япония · 97,870 |
| Дуэт       | Мия Татибана · Михо Такэда · Япония · 98,910 | Анастасия Давыдова · Анастасия Ермакова · Россия · 98,390                                                                                                 | Клэр Карвер-Диас · Фанни Летурно · Канада · 96,704 |
| Группа     | Россия · Анастасия Давыдова · Анастасия Ермакова · Ирина Толкачева · Елена Овчинникова · Анна Шорина · Эльвира Хасянова · Светлана Петрашина · Юлия Шестакович · Мария Громова · 98,917 | Япония · Ёко Ёнэда · Дзюри Тацуми · Митиё Фудзимару · Сатоэ Хокода · Тиаки Ватанабэ · Наоко Кавасима · Эмико Судзуки · Сахо Харада · Михо Такэда · 98,083 | Канада · Клэр Карвер-Диас · Фанни Летурно · Катрин Гарсо · Эрин Чан · Джессика Чейз · Линн Джонсон · Эми Каски · Сара Петров · Шайна Наккони · Сара Л.Александер · 97,453 |

## Прыжки в воду

### Мужчины
| Дисциплина            | Золото                               | Серебро                                             | Бронза                                                 |
| Трамплин 1 м          | Ван Фэн · Китай · 444,03             | Ван Тяньлин · Китай · 433,14                        | Александр Доброскок · Россия · 414,21                  |
| Трамплин 3 м          | Дмитрий Саутин · Россия · 725,82     | Ван Тяньлин · Китай · 717,27                        | Кэн Тэраути · Япония · 712,38                          |
| Вышка 10 м            | Тянь Лян · Китай · 688,77            | Александр Деспати · Канада · 670,95                 | Мэтью Хелм · Австралия · 670,23                        |
|                       |                                      |                                                     |                                                        |
| Синхрон. Трамплин 3 м | Пэн Бо · Ван Кэнань · Китай · 342,63 | Хоэль Родригес · Фернандо Платас · Мексика · 338,49 | Александр Доброскок · Дмитрий Саутин · Россия · 335,19 |
| Синхрон. Вышка 10 м   | Тянь Лян · Ху Цзя · Китай · 361,41   | Эдуардо Руэда · Фернандо Платас · Мексика · 336,63  | Роман Володьков · Антон Захаров · Украина · 336,06     |

### Женщины
| Дисциплина            | Золото                                  | Серебро                                                    | Бронза                                              |
| Трамплин 1 м          | Близ Хартли · Канада · 300,81           | У Минься · Китай · 297,57                                  | Чжан Цзин · Китай · 294,15                          |
| Трамплин 3 м          | Го Цзинцзин · Китай · 596,67            | Ирина Лашко · Австралия · 552,39                           | Юлия Пахалина · Россия · 543,54                     |
| Вышка 10 м            | Сюй Мянь · Китай · 532,65               | Дуань Цин · Китай · 522,54                                 | Луди Турки · Австралия · 511,50                     |
|                       |                                         |                                                            |                                                     |
| Синхрон. Трамплин 3 м | У Минься · Го Цзинцзин · Китай · 347,31 | Юлия Пахалина · Вера Ильина · Россия · 320,61              | Дитте Котциан · Конни Шмальфусс · Германия · 303,03 |
| Синхрон. Вышка 10 м   | Дуань Цин · Сань Ксю · Китай · 329,94   | Евгения Ольшевская · Светлана Тимошинина · Россия · 306,90 | Такири Миядзаки · Эми Оцуки · Япония · 297,00       |

## Водное поло

### Мужчины
| Золото | Серебро | Бронза |
| Испания · Анхель Андрео · Даниэль Бальярт · Сальвадор Гомес · Густаво Маркос · Гильермо Молина · Даниэль Моро · Иван Моро · Серхи Педрероль · Иван Перес · Хесус Рольян · Карлес Санс · Хавьер Санчес · Габриэль Эрнандес | СР Югославия · Ненад Вуканич · Владимир Вуясинович · Виктор Еленич · Предраг Зимоньич · Данило Икодинович · Бранко Пекович · Деян Савич · Петар Трбоевич · Велько Ускокович · Александар Чирич · Александар Шапич · Денис Шефик · Александар Шоштар | Россия · Сергей Гарбузов · Дмитрий Горшков · Денис Денисов · Александр Ерышов · Марат Закиров · Ирек Зиннуров · Николай Козлов · Николай Максимов · Андрей Рекечинский · Дмитрий Стратан · Александр Фёдоров · Реваз Чомахидзе · Юрий Яцев |

### Женщины
| Золото | Серебро | Бронза |
| Италия · Кармела Аллуччи · Алехандра Араужо · Сильвия Бозурджи · Моника Вайян · Мелания Грего · Таня Ди Марио · Кристина Консоли · Франческа Конти · Джузи Малато · Мартина Мичели · Маддалена Музумечи · Паола Саббатини · Габриэлла Шолти | Венгрия · Агнеш Валькаи · Эржебет Валькаи · Каталин Данча · Рита Дравуц · Анико Пелле · Агнеш Примас · Каталин Редеи · Бригитта Сеп · Кристина Сремко · Жужанна Тиба · Эдит Шипош · Ильдико Шош · Мерцедеш Штибер | Канада · Мари-Люк Арпен · Йоанна Беген · Сьюзан Гардинер · Андреа Девар · Валери Дионн · Энн Доу · Мелисса Коллинз · Кора Кэмпбелл · Уинтер Ламарр · Сандра Лизе · Жозе Марсоле · Яна Салат · Ваник Хорн |